# Bundesgartenschau 1955

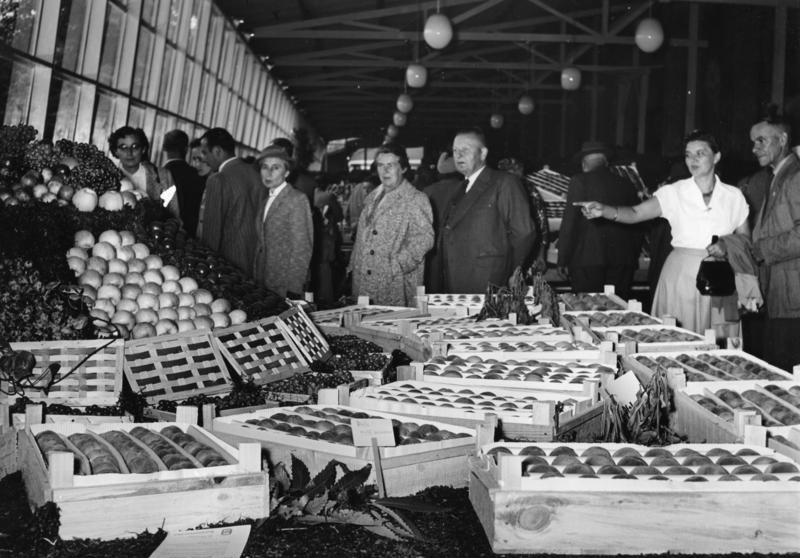
Bundesgartenschau 1955 – Inneres der Orangerie

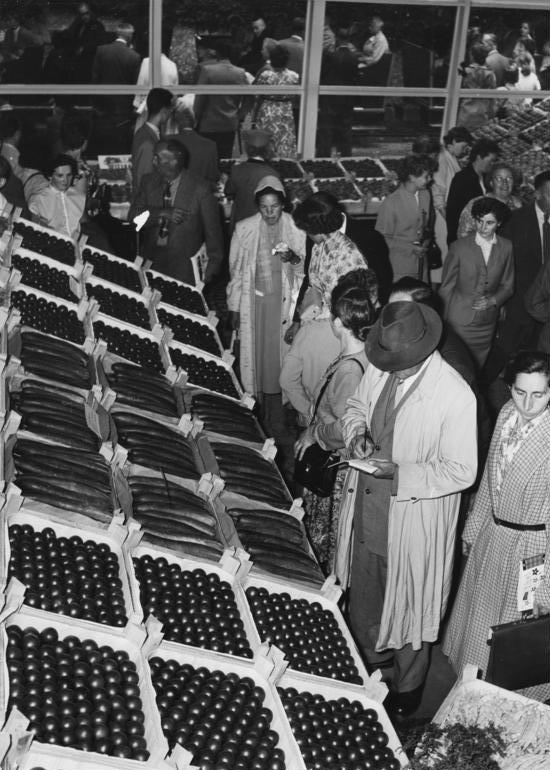
Bundesgartenschau 1955 – Inneres der Orangerie

Die Bundesgartenschau 1955 fand vom 29. April bis zum 16. Oktober 1955 in der Karlsaue in Kassel statt.

## Planung
Zentrales Anliegen der Bundesgartenschau in Kassel war es, der im Zweiten Weltkrieg zu 70 % zerstörten Stadt einen Anschub für ihren Wiederaufbau zu geben. Im Mai 1952 schrieb die Stadt Kassel einen Ideenwettbewerb aus, der nicht auf das reine Ausstellungsgelände beschränkt sein sollte, sondern zugleich Lösungen für wichtige städtebauliche Fragen erwartete. Für den Ideenwettbewerb war ein Preisgeld in Höhe von 4000 DM ausgesetzt. 40 Arbeiten wurden eingereicht, den ersten Preis erhielt im September 1952 Herta Hammerbacher (1900–1985) aus Berlin.
Ab 1953 war städtischerseits Stadtbaurat Wolfgang Bangert über die städtische Ausstellungs-Betriebs-GmbH für das Projekt zuständig. Anfangs war die Bundesgartenschau schon für das Jahr 1954 geplant. Auf Vorschlag des Gartenbauverbandes beschloss die Stadt Kassel im Mai 1953, die Bundesgartenschau um ein Jahr auf 1955 zu verschieben. Dadurch wurde ein weiteres Jahr für das Wachstum der Pflanzen im Ausstellungsgelände gewonnen, und 1955 bestand auch keine Konkurrenz durch gleichzeitig in anderen Bundesländern erfolgende Gartenausstellungen. Dabei ging es insbesondere um die 1954 zum 250-jährigen Bestehen der Stadt Ludwigsburg eröffnete Veranstaltung Blühendes Barock im Park des Schlosses Ludwigsburg.
Denkmalpflegerische Bedenken des damaligen Landeskonservators Karl Nothnagel wurden durch die vertraglich vereinbarte Zusage der Stadt ausgeräumt, alle Einbauten in den historischen Park der Karlsaue nach dem Ende der Ausstellung auf eigene Kosten wieder zu entfernen.

## Durchführung
Am 29. April 1955 wurde die Bundesgartenschau durch Bundespräsident Theodor Heuss eröffnet.
Als Ausstellungsfläche diente überwiegend die Karlsaue, eine im Fuldatal der Orangerie vorgelagerte, ursprünglich barocke Parkanlage auf einer Fläche von etwa 50 ha. Die Standortalternative Bergpark Wilhelmshöhe wurde zwar erwogen, die städtischen Gremien zogen aber die stadtnähere Alternative, die Karlsaue, vor. Gründe dafür waren, dass die Karlsaue innenstadtnah gelegen ist, und so der dortige Wiederaufbau gefördert werden konnte, so auch Ottoneum und Friedrichsplatz einbezogen werden konnten und die relative Nähe zum Hauptbahnhof. Letzteres wurde dazu genutzt, die Treppenstraße anzulegen – die erste Fußgängerzone Deutschlands. Ihr unteres Ende mündet auf den Friedrichsplatz, wo sich auch der Haupteingang zur Bundesgartenschau befand.
Das Land Hessen nahm die Bundesgartenschau zum Anlass, der bis auf die Mauern ausgebrannten, barocken Orangerie einen Teil-Wiederaufbau zukommen zu lassen. Sie erhielt ein Notdach und die Fassade eine moderne Glasverkleidung. Auch das am Friedrichsplatz liegende Fridericianum wurde wieder aufgebaut.
Die künstlerische Oberleitung der Bundesgartenschau wurde dem Kasseler Gartenarchitekt und Professor an der Werkakademie, Hermann Mattern (1902–1971), übertragen. Weiter war der Architekt Frei Otto (1925–2015) beteiligt. Kennzeichnend für die Gestaltung der Bundesgartenschau wurde die sehr moderne Formensprache, die unterschiedliche Reaktionen hervorrief. In den Ausstellungshallen wurden keine Landschaften gestaltet, die Pflanzen vielmehr in Stahlrohrgestellen präsentiert.
Inhaltliche Schwerpunkte der Bundesgartenschau waren das „soziale Grün“, die Durchgrünung von Wohngebieten, und die Gestaltung des „Trümmerhangs“: Aus Mangel an Transportmitteln war ein großer Teil des innerstädtischen Kriegsschutts, 2 Millionen m³, einfach über die Hangkante in die 30 Meter tiefer gelegene Karlsaue gekippt worden. Auf dem „Trümmerhang“ wurde in mehreren Ebenen ein Rosengarten angelegt – eine der großen Attraktionen der Bundesgartenschau, was auch zur Umbenennung in Rosenhang führte.
Die Ausstellung war in sechs Bereiche gegliedert:
1. Schöne Aussicht: Hallenschauen
2. Rosenhang und Orangerie
3. Karlswiese und Gartenbauausstellung
4. Gehölzschau
5. Staudensichtung
6. Spiel-, Friedhofs- und Kleingartenanlagen

Die Karlswiese war mit Blumenbeeten in der Form eines Paisleymusters bedeckt. Es gab eine Leistungsschau von 40 deutschen Baumschulen, eine Industrieschau der Gartengeräte, erstmals auf einer Bundesgartenschau eine „Kleingartenmusteranlage“ und einen „Musterfriedhof“ (mit Kriegsgräberabteilung). Von einem 46 m hohen Turm aus Stahlstangen leuchtete allabendlich das Logo der Bundesgartenschau und mehrmals wurden nach Einbruch der Dunkelheit bis zu 75.000 Wachslichter auf den Wiesen entzündet.
Eine weitere Attraktion war eine Luftseilbahn, die von der „Bergstation“ an der Schönen Aussicht, südlich-westlich des Bowling Green, der „Karlswiese“ vor der Orangerie, schwebte und mit einer „Talstation“ am Hauptrestaurant am Hirschgraben in der Karlsaue endete. Weiter gab es eine „Liliput-Bahn“. Sie startete vor der Orangerie und führte in einem Rundkurs in die – damals noch nicht wiederhergestellte – südliche Karlsaue. Beide Bahnen wurden entsprechend dem Vertrag zwischen der Stadt und dem Land Hessen, nach der Bundesgartenschau abgebaut, nach Berlin verbracht und dort noch einmal verwendet.
Die Bundesgartenschau kostete 7,2 Mio. DM bei Einnahmen von 3,1 Mio. DM. Gleichwohl wurde sie aber als Erfolg gewertet, da sie den Wiederaufbau der Stadt enorm beförderte oder, wie es der Bundespräsident in seiner Eröffnungsansprache beschrieb: „Ein zerschlagenes oder gefährdetes Gemeinwesen erholt sich an einer.“ Die Bundesgartenschau zählte 2,9 Mio. Besucher, bereits am Eröffnungstag „stürmten“ 35.000 Besucher die Ausstellung. Kritik aber blieb auch nicht aus: Die Bundesgartenschau enttäuschte an historischer Gartenkunst Orientierte. Ihnen war sie „zu modern“.
Der Rückbau der Anlagen zog sich bis 1958 hin. Die Stadt und die Kasseler Bürger hätten gerne mehr von den für die Gartenschau errichteten Anlagen erhalten. Die Stadt war aber mit dem zuvor mit der Verwaltung der Staatlichen Schlösser und Gärten vereinbarten Vertrag zum Rückbau verpflichtet. Lediglich den Erhalt des Rosenhangs stand die Schlösserverwaltung schließlich zu.

## documenta 1
Als eine die Bundesgartenschau begleitende Ausstellung fand die documenta 1 statt, eine Schau der Modernen Kunst, die den Deutschen während der NS-Zeit nicht zugänglich war. Arnold Bode initiierte diese erste Documenta, um die Kasseler Bevölkerung und die Besucher der Bundesgartenschau mit abstrakter Kunst zu konfrontieren. Die Wertung der documenta 1 als Begleitprogramm der Bundesgartenschau 1955 ist allerdings nicht unwidersprochen.

## Wissenswert
Bundesgartenschau und documenta 1 bedeuteten einen enormen Aufschwung für Kassel. Hotel- und gastronomische Infrastruktur entstanden, eine Vielzahl der damals errichteten Gebäude sind heute Kulturdenkmäler.
Im Jahr 1981 war die Karlsaue erneut Austragungsort einer Bundesgartenschau.